# Agitations
Agitations is het derde studioalbum van de Amerikaanse punkband Cobra Skulls. Het werd uitgegeven op 27 september 2011 door Fat Wreck Chords en was daarmee het eerste studioalbum dat de band via dit label liet uitgeven. Het is tevens ook het laatste album van de band.

## Nummers
1. "Six Degrees" - 1:43
2. "Iron Lung" - 1:34
3. "Now You Know" - 2:08
4. "Mess" - 2:05
5. "On & On" - 3:19
6. "All Drive" - 1:49
7. "Drones" - 1:22
8. "The Mockery" - 2:34
9. "Solastalgia" - 1:57
10. "Minimum" - 1:35
11. "Hiding" - 1:45
12. "Running Out" - 2:06
13. "Believe" - 2:30

## Band
- Devin Peralta - zang, basgitaar
- Adam Beck - gitaar
- Luke Swarm - drums